# In the Garden of Venus
In The Garden Of Venus (с англ. — «В саду Венеры») — шестой студийный альбом немецкой диско-группы Modern Talking, вышедший в 1987 году, последний диск, записанный группой совместно, до их распада в 1987 году. Последний альбом, выпущенный на виниле. Данный альбом содержит сингл группы «In 100 Years».

## Чарты и восприятие публикой
Альбом был менее успешным, чем предыдущие пять пластинок, а главный хит альбома — «In 100 Years» достиг лишь тридцатого места в музыкальном чарте Германии. Это произошло по нескольким причинам. Главной из них было отсутствие промокампании в поддержку альбома и сингла, так как оба релиза были произведены фактически после распада группы. Напряженность в отношениях Болена и Андерса была настолько серьёзной, что ни о каких совместных выступлениях в тот момент не могло быть и речи. Кроме того, ещё до выпуска альбома Дитер Болен представил публике свой новый сольный проект Blue System и сингл «Sorry Little Sarah», с которым Болен достиг в чартах 13 места. Другой причиной коммерческого провала альбома была скандальная репутация Modern Talking и Томаса Андерса в ФРГ.

## Создание альбома
Музыкальный материал, написанный для шестого альбома, отличался от предыдущего творчества группы. В нём поднимаются темы войны и насилия («In 100 Years», «Who Will Save The World»). «Locomotion Tango» была выпущена синглом в скандинавских странах в 1988 году. Также на альбоме присутствует рождественская песня «It’s Christmas», записанная с большим детским хором. Завершает альбом короткая а капелла реприза на песню «In 100 Years».
Альбом издавался в Греции, Италии, Венгрии, Испании, Болгарии, Бразилии, Венесуэле.
С альбома был выпущен только один сингл — «In 100 Years».

## Список композиций
1. «In 100 Years» (3:57)
2. «Don’t Let It Get You Down» (3:40)
3. «Who Will Save The World» (3:45)
4. «A Telegram To Your Heart» (2:50)
5. «It’s Christmas» (3:52)
6. «Don’t Lose My Number» (3:10)
7. «Slow Motion» (3:40)
8. «Locomotion Tango» (3:49)
9. «Good Girls Go To Heaven — Bad Girls Go To Everywhere» (3:57)
10. «In 100 Years» (Reprise) (1:27)

## Высшие позиции в чартах (1987)
- Турция — 1 место.
- ФРГ — 35 место.
- Швеция — 49 место.